# گمینا شولبوژه ویلکیه
گمینا شولبوژه ویلکیه (به لهستانی:  Gmina Szulborze Wielkie) یک گمینا در لهستان است که در شهرستان اوستروف مازوویتسکا واقع شده‌است. گمینا شولبوژه ویلکیه ۴۶٫۷۱ کیلومتر مربع مساحت و ۱٬۷۹۸ نفر جمعیت دارد.